# Бриквил сир Блует
Бриквил сир Блует (фр. Bricqueville-la-Blouette) насеље је и општина у северној Француској у региону Доња Нормандија, у департману Манш која припада префектури Кутанс.
По подацима из 2011. године у општини је живело 555 становника, а густина насељености је износила 88,8 становника/km². Општина се простире на површини од 6,25 km². Налази се на средњој надморској висини од 69 метара (максималној 96 m, а минималној 5 m).

## Демографија
| 1962. | 1968. | 1975. | 1982. | 1990. | 1999. | 2011. |
| ----- | ----- | ----- | ----- | ----- | ----- | ----- |
| 289   | 300   | 321   | 442   | 525   | 540   | 555   |

График промене броја становника у току последњих година